# Andrès Stanovnik
Andrès Stanovnik, OFMCap (Buenos Aires, 15. prosinca 1949.) je nadbiskup Corrientesa od 2008. godine.

## Životopis
Rodio se je 1949. u Buenos Airesu. 1978. je postao redovnik kapucin. Iste godine primio je svećeničke sakramente. 
Biskupom biskupije Reconquiste od 30. listopada 2001. godine. Na tu ga je dužnost postavio papa Ivan Pavao II. Dužnost je obnašao do 27. rujna 2007., kad ga je papa Benedikt XVI. premjestio za nadbiskupa Corrientesa.